# Kreenholm
Kreenholm est une île d'Estonie sur le fleuve Narva.

## Géographie
Elle fait partie de la ville de Narva. D'une longueur de 750 m sur une largeur de 250 m, elle partage la cascade Narva en branches orientale et occidentale, la branche orientale formant la frontière avec la Russie. 

## Histoire
Une scierie fonctionnait déjà au XIVe sur l'île. En 1538, l'Ordre de Livonie y construit un moulin à eau et, en 1823, s'y installe une usine de tissu. En 1856, l'île est achetée par Ludwig Knoop (en) qui y fonde une usine de textile, la Krenholm Manufacturing Company (en). 